# Marie Alžběta z Thurn-Taxisu
Marie Alžběta z Thurnu a Taxisu (německy Marie Elisabeth von Thurn und Taxis, 28. prosince 1855 Benátky – 16. února 1934 zámek Loučeň) byla německá šlechtična a mecenáška. Pocházela z německého panovnického rodu Hohenlohe-Waldenburg-Schillingsfürst, provdaná kněžna z Thurnu a Taxisu.

## Život a činnost
Marie Alžběta Karolína princezna z Hohenlohe-Waldenburg-Schillingsfürstu se narodila v Benátkách v roce 1855 jako jedno z pěti dětí Egona Karla Františka z Hohenlohe-Waldenburg-Schillingsfürstu (4. července 1819 – 11. ledna 1865) a jeho manželky Terezy Marie Beatrix hraběnky z Thurn-Hoferu a Valsassiny (12. června 1817 – 4. listopadu 1893). Dostalo se jí velkého kulturního vzdělání a plynně hovořila šesti jazyky.

### Podpora umění

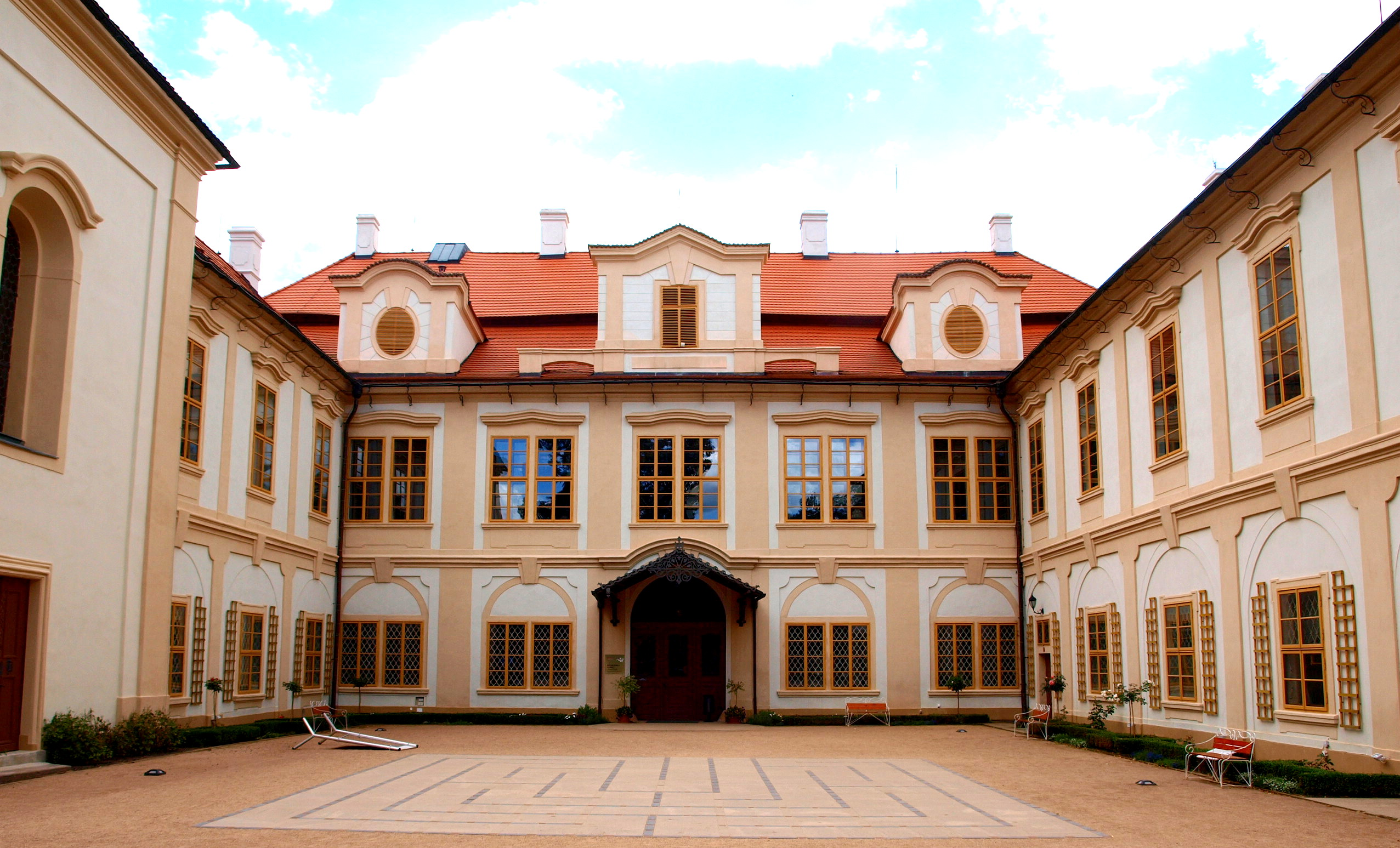
Nádvoří loučeňského zámku

Sbírala umělecká díla, pěstovala známosti s umělci a provozovala exkluzivní salon v Paříži. Znala se s muzejním specialistou Wilhelmem von Bodem, herečkou Eleonorou Duseovou, baletním tanečníkem Vaslavem Nižinským, básnířkou Annou de Noailles, filozofem Rudolfem Kassnerem, historikem Horatiem Brownem. 
Pravidelnými hosty na zámku u Marie Alžběty a jejího manžela Alexandra byli na loučeňském zámku také novinář Karel Sladkovský či skladatel Bedřich Smetana. Ten v roce 1880 knížeti Alexandrovi věnoval svou skladbu Z domoviny pro housle a klavír. Po Smetanově smrti nechal Alexandr v domě v nedalekých Jabkenicích, kde Smetana strávil poslední měsíce života, vytvořit muzeum Bedřicha Smetany a daroval pozemek pro jeho památník. Dalšími věhlasnými umělci a intelektuály, kteří navštěvovali knížete byli František Xaver Šalda, Eliška Krásnohorská, Karel Bendl, členové Českého kvarteta (členem byl i Josef Suk), a Mark Twain, jenž navštívil zámek v roce 1899 během své cesty po Evropě. Také kníže Alexandr rád cestoval a byl vášnivým lovcem. Uspořádal několik loveckých výprav do Afriky v doprovodu českého cestovatele Bedřicha Machulky. Později věnoval trofeje exotických zvířat Národnímu muzeu v Praze.

Hrad Duino nedaleko Terstu

Mariiným chráněncem byl však především pražský německý spisovatel Rainer Maria Rilke, s nímž se seznámila v roce 1909 se prostřednictvím Anny de Noailles a Rudolfa Kassnera. Kněžna s Rilkem podnikla vzdělávací cesty do Výmaru a často ho hostila na svých zámcích v Loučni a Duino (Děvín) v dnešní Itálii. Po svém pobytu na zámku Duino na pobřeží Jaderského moře v letech 1911–1912 pobýval začal psát svou sbírku Duinských elegií, kterou poté věnoval své přísné, ale štědré patronce. Ta o něm recipročně napsala ve svých pamětech. Po básníkově smrti vydala své vzpomínky na jejich přátelství, které byly přeloženy do mnoha jazyků.
Kněžna Marie Alžběta z Thurn-Taxisu zemřela v roce 1934 na svém zámku v Loučni. Pohřbena je v rodinné hrobce v Kostel svatého Václava (Sýčina) 

## Manželství a potomstvo
V roce 1876 se provdala za prince Alexandra Jana z Thurn-Taxisu (1851–1939) z české linie rodu Thurn-Taxisů. Manželé měli tři děti:
- Erich
- Evžen
- Alexandr (Sascha)[2] (1881-1937), v roce 1923 se stal italským občanem jako Principe della Torre e Tasso a italským králem mu byl udělen titul vévody z Castel Duino.

## Spisy
- Vom Kaiser Huang-Li : Märchen für erwachsene Kinder. Berlin 1922.
- Erinnerungen an Rainer Maria Rilke. München 1932.